# Serguéi Zajárov
Serguéi Yefímovich Zajárov (en ruso: Сергей Ефимович Захаров, 26 de noviembre de 1900, Aleksandrovsk-Sajalinski, Imperio Ruso — 24 de enero de 1993, San Petersburgo, Rusia) fue un artista soviético, pintor, acuarelista, diseñador gráfico, muralista, arquitecto, artista de Honor de la República Socialista Soviética de Tayikistán, miembro de la Unión de Artistas de Leningrado, uno de los representantes de la Escuela de Pintura de Leningrado, el más famoso por sus acuarelas de flores y frutas.

## Biografía
Nació 26 de noviembre de 1900 en la ciudad de Alexandrovsk-Sajalínsky situado en la isla de Sajalín, cerca del estrecho de Tatar en las orillas occidentales del norte de Sajalín, al pie de las montañas occidentales de Sajalín. Su padre estuvo haciendo el servicio militar allí como empleado en un hospital militar.
En 1910 la familia se trasladó a Novosibirsk. En el mismo año Zakharov entró en una escuela técnica, donde se graduó en 1917. En 1927, se graduó en el Instituto de Tomsk de Ingeniería Civil y Arquitectura. Al mismo tiempo, entre 1917 a 1922, estudió en la Academia de Bellas Artes.
Después de graduarse, entre 1927 a 1931 vivió en Sverdlovsk. Desde 1927 Zajárov comenzó a participar en exposiciones. Pintó bodegones, escenas de vida cotidiana, paisajes, retratos, trabajando en acuarela y témpera, pintura monumental y diseño de interiores.
En 1931, vivió en Leningrado. Desde 1938, fue miembro de la Unión de Artistas de Leningrado. Entre los años 1936 a 1955 con su esposa, la artista María Zubreeva, trabajó en la capital de Tayikistán, Dusambé, donde realizó diseño de interiores de edificios públicos - Teatro de Ópera y Ballet y la Casa de Gobierno.
Después de su regreso a Leningrado en la década de 1950, Zajárov desarrolló proyectos de interiorismo de los edificios administrativos soviéticos. Como pintor, trabajó principalmente en pinturas de acuarela y témpera. Zakharov fue reconocido como un maestro excepcional de la acuarela.
Zajárov murió el 24 de enero de 1993 en San Petersburgo. Sus obras se conservan en el Museo Ruso, en museos y colecciones privadas en Rusia, Estados Unidos, Francia, Italia, Finlandia, Inglaterra, y otros países.